# 계빈

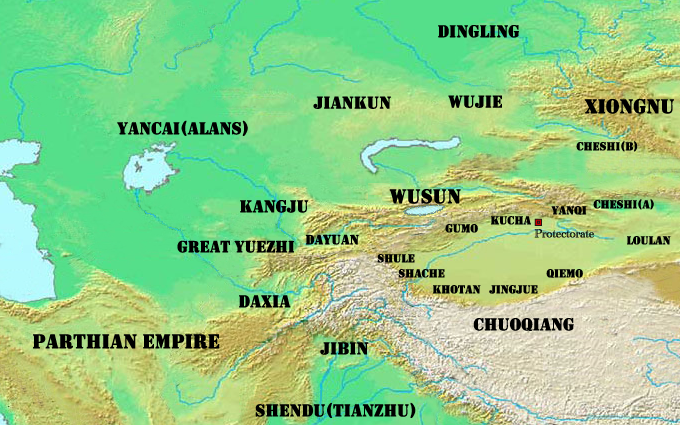
전대인 기원전 1세기 중앙아시아의 계빈.

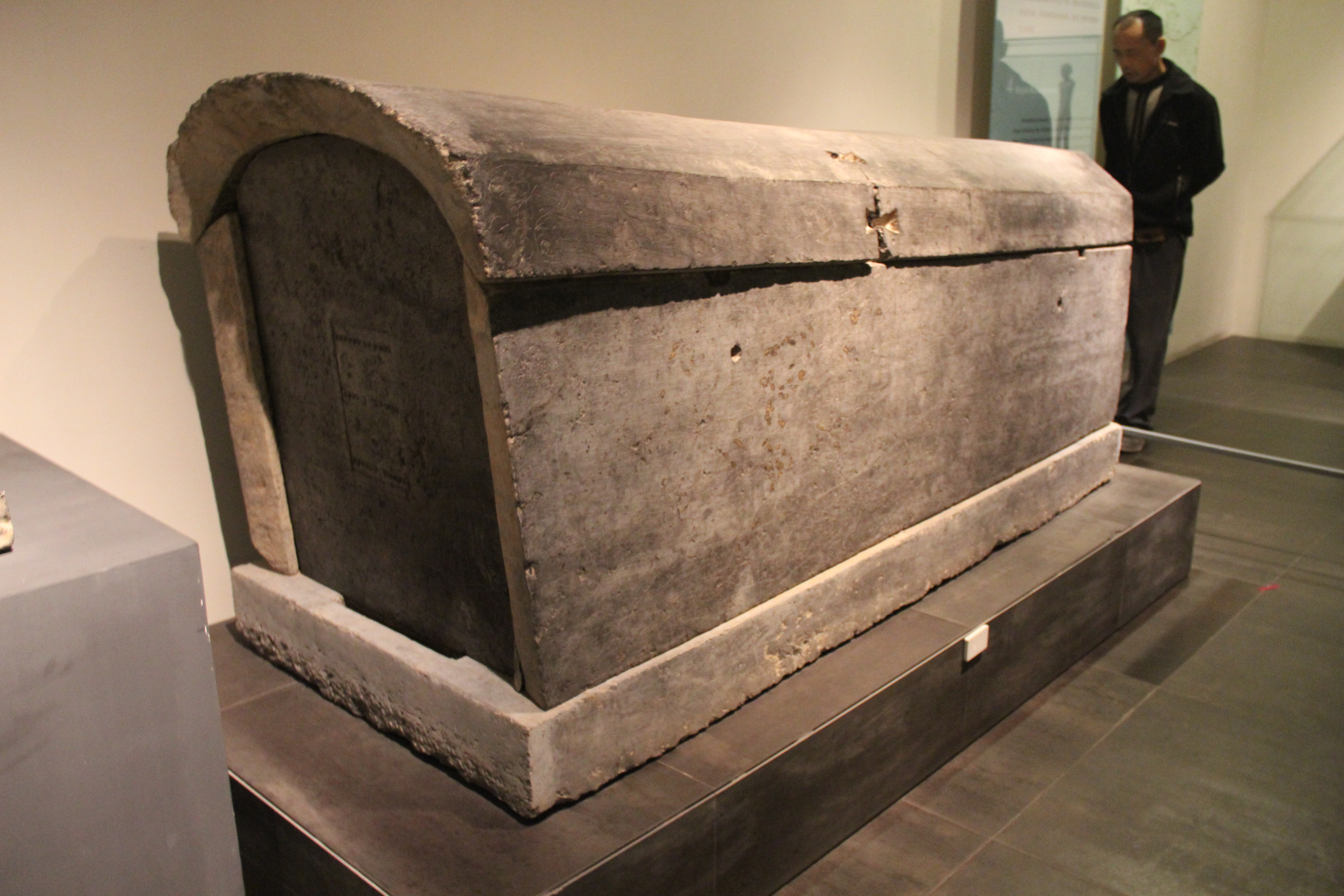
서기 564년 중국 북주의 수도 장안에서 사망한 계빈인 이단의 무덤.

계빈(罽賓)은 간다라와 카불강 일대에 있었던 중앙아시아의 고대 국가 이름이지만 정확한 위치는 알려져 있지 않다.
계빈은 한서 권96 서역전에 별도로 기술되어 있다.

## 위치
계빈의 위치에 대해서는 다음과 같은 몇 가지 가능성이 있다:
- 고대 그리스인들은 카불강을 코펜(Kōphēn)이라고 불렀는데, 이 단어는 계빈으로 번역할 수 있다.
- 전한시대부터 서진시대까지의 서역, 즉 간다라로 오늘날 파키스탄의 페샤와르에 해당한다.
- 수당시대에 서역을 일컫는 이름. 현장의 대당서역기에는 카피사로 나와 있다. 오늘날 이 지역은 카피리스탄과 카불강 하류 사이에 있다.
- 남북조 시대 서역의 이름으로, 현장은 카슈미라(오늘날의 카슈미르)로 명명했다.[2]